# Paint Drying
Paint Drying is een Britse experimentele film uit 2023 geproduceerd door Charlie Shackleton. De film is een protest tegen het verplicht laten classificeren van films in het Verenigd Koninkrijk. 

## Verhaal
Paint Drying toont het drogen van witte verf op een stenen muur. De film is een late uiting van de kunststroming Minimal art.

## Protest
In het Verenigd Koninkrijk is het verplicht een film te laten classificeren door de British Board of Film Classification. Volgens Charlie Lyne, producent van de film, brengt dit kosten met zich mee die voor beginnende filmmakers niet op te brengen zijn. Voor een gemiddelde film al snel £ 1000.
Door middel van crowdfunding op Kickstarter werd er £ 5.936 opgehaald. Voor dit geld kon in 2016 de film geproduceerd worden waardoor de British Board of Film Classification verplicht werd om meer dan 10 uur naar een film te kijken waarin verf op een muur droogt. De film werd geschikt bevonden voor kijkers van alle leeftijden.

## Release
Paint Drying beleefde tussen 10 en 29 november 2023 zijn eerste openbare vertoning in de Queensland Art Gallery en Gallery of Modern Art in Brisbane, Australië, als onderdeel van de filmtentoonstelling "Cinema Obstructed", waarvoor Shackleton co-curator was.